# FSAF SAMP/T

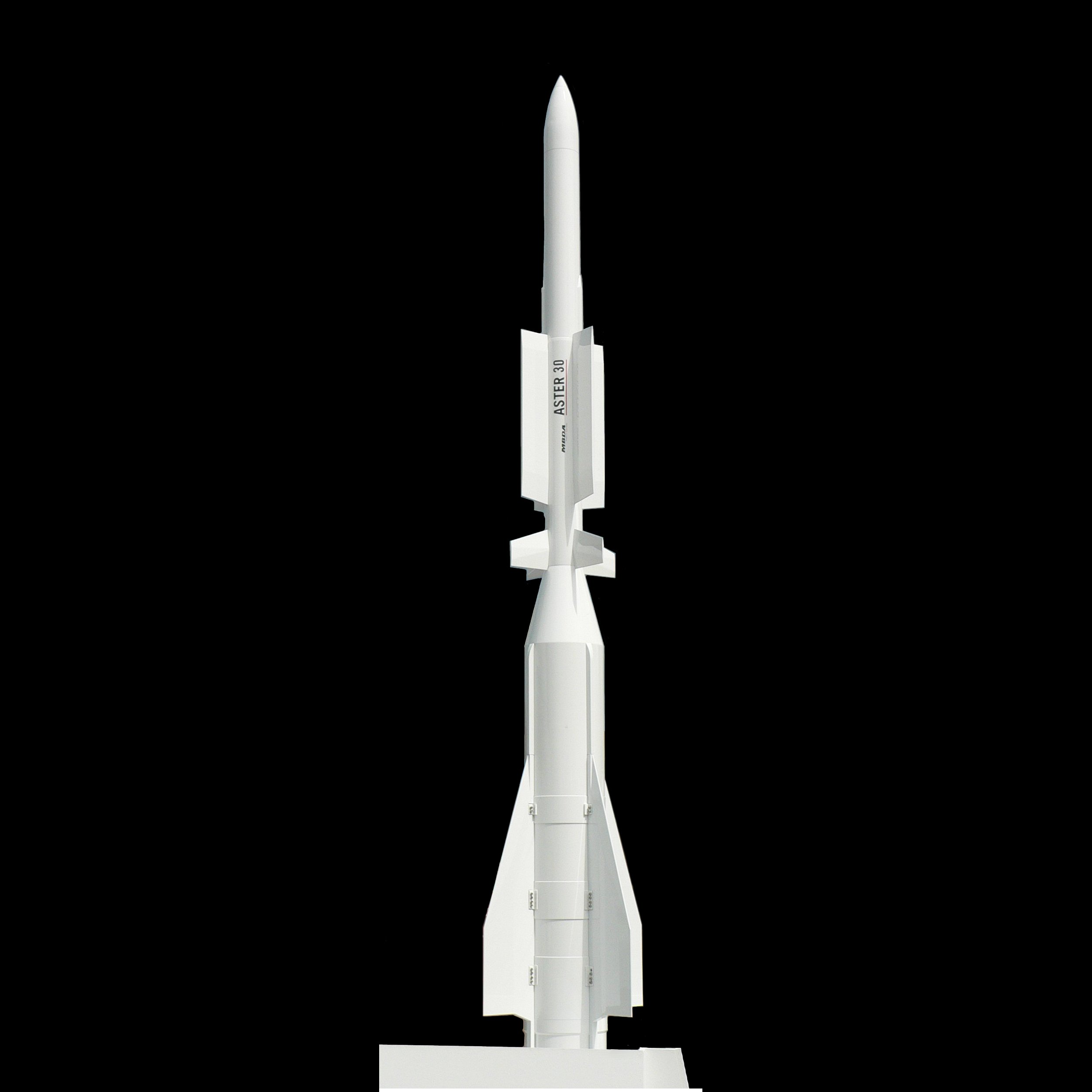
Missile MBDA Aster 30 usato dal sistema

Il FSAF - SAMP/T (dal francese Famille de Sol-Air Futurs -  Sol-Air Moyenne-Portée / Terrestre, traducibile in italiano in: Famiglia (di Missili) Terra-Aria Futuri - (Missili) Terra-Aria di Media Portata / (Piattaforma) Terrestre), è un sistema missilistico terra-aria sviluppato dal consorzio europeo Eurosam formato da MBDA Italia, MBDA Francia e Thales. Fa uso del missile Aster 30, utilizzato anche in ambiente navale nel sistema PAAMS, e dotato di un raggio d'azione di 100 km per l'intercettazione di aerei e 25 km per quella dei missili. Le batterie sono costituite da lanciatori con un numero variabile di missili da 8 a 48.

## Storia
Il progetto del FSAF SAMP/T nasce il 5 dicembre 1989 quando viene firmato l'accordo per l'avvio della "fase 1" (terminata poi nel 2003) e che aveva lo scopo di soddisfare il requisito NATO "Ground-based area defence". "La "fase 2" è iniziata in quell'anno ed è terminata nel 2006 e da qui l'ultima fase che si è chiusa nel 2014. Il costo elevato non ha permesso un acquisto massiccio di batterie. I prezzi variano dai 775 milioni di euro per la prima fase ai 467 per la seconda, fino al miliardo e novanta milioni di euro per l'ultima fase. Nel 2008 vi è stata la più alta spesa prevista dallo Stato maggiore dell'Esercito per il FSAF SAMP/T: 246,1 milioni di euro.
Nell'ambito dell'Incremento della Difesa aerea turca da parte della NATO (“Active Fence”), l'Italia dal 2016 rischiera in Turchia una batteria antimissile SAMP-T dell’E.I., con un contingente di personale militare pari a 130 unità del 4º Reggimento Artiglieria Controaerei “Peschiera” e con elementi di staff del Comando artiglieria contraerei di Sabaudia. La batteria italiana SAMP/T, schierata nella città di Kahramanmaraş ed inserita nell’ambito del sistema di difesa aerea integrata della NATO, ha il compito di neutralizzare missili balistici provenienti dalla Siria, al fine di proteggere il territorio e gli abitanti turchi dell’area di schieramento.
L'8 novembre 2017, è stata annunciata la firma a Bruxelles di una "lettera di intenti" fra il Ministro della Difesa turco ed il consorzio EUROSAM per la definizione congiunta dei requisiti di un sistema missilistico basato sul SAMP/T, in vista di una cooperazione produttiva fra i tre Paesi relativamente a sistemi elettronici, SW, di simulazione e difesa.
La decisione turca di intervenire in Kurdistan durante il conflitto siriano determinò l'arenarsi del progetto.
A marzo 2019, la Turchia risultava essere in trattativa anche per l'acquisto di S-400 russi, non interoperabili coi sistemi forniti dai membri della NATO.

## Utilizzatori
- Francia: 7 sistemi (chiamati in Francia: MAMBA - Moyen de Défense Anti-Missile Balistique et Aérobiex / Mezzo di Difesa Anti-Missile Balistico e Aerobico), 5 lanciatori a lancio verticale con 8 moduli di lancio x 8 missili supersonici MBDA Aster 30 B1 (Aérospatiale Terminal 30 Block 1), semoventi su autotelai Renault TRM 10.000 8x8, divisi in 4 Squadroni.
  - Forces Armées Françaises – Armée Française
    - Armée de l'Air et de l'Espace
      - Commandement des Forces Aériennes (CFA)
        - Brigade Aérienne de Contrôle de l'Espace (BACE)
          - Escadron de Défense Sol-Air (EDSA) 01.950 «Crau» c/o Base Aérienne 125 «Sous-Lieutenant Charles Monier / Istres-Le Tubé» (Istres - Bouches-du-Rhône - Provence-Alpes-Côte d'Azur)
          - 1er Régiment d'Artillerie de l'Air (RAA) - Escadre Sol-Air de Défense Aérienne (ESADA) - Escadron de Défense Sol-Air (EDSA) 02.950 «Sancerre» c/o Base Aérienne 702 «Capitaine Georges Félix Madon / Avord» (Farges-en-Septaine/Avord - Cher - Centre-Val de Loire)
          - Escadron de Défense Sol-Air (EDSA) 05.950 «Barrois» c/o Base Aérienne 113 «Saint-Dizier-Robinson» (Saint-Dizier - Haute-Marne - Grand Est)
          - Escadron de Défense Sol-Air (EDSA) 12.950 «Tursan» c/o Base Aérienne 118 «Colonel Constantin Vladimir Rozanoff / Mont-de-Marsan» (Mont-de-Marsan - Landes - Nouvelle-Aquitaine)

Il Ministère de la Défense francese inizialmente ordinò 6 sistemi SAMP/T per l'Armée de terre e 6 sistemi per l'Armée de l'air, ma nel 2012 l'ordine è stato ridotto a 6 sistemi denominati Mamba, che verranno impiegati dalla sola Armée de l'air, come sistema mobile per la difesa di luoghi di importanza strategica in patria e all'estero (tipicamente aeroporti militari). Il SAMP/T è in dotazione a 4 Escadron de Défense Sol-Air (EDSA) / Squadroni di Difesa Suolo-Aria dell'Armée de l'air ed è diventato operativo nel 2010. Il SAMP/T francese impiega 6 lanciatori per sistema, e questa è la configurazione massima prevista; sono posti su veicoli Renault TRM 10.000 8x8, ognuno dei quali trasporta 8 missili che possono essere lanciati in un'unica salva in 10 secondi. La Francia si appresta a sostituire il radar Thales Arabel che attualmente costituisce il sensore delle sue batterie SAMP/T, è infatti prevista l'introduzione del nuovo radar Thales Ground Fire 300 che costituirà l'elemento principale delle rinnovate batterie SAMP/T NG ovvero Nouvelle Generation.
- Italia: 6 sistemi x 4 lanciatori a lancio verticale con 24 moduli di lancio x 8 missili supersonici MBDA Aster 30 B1 (Aérospatiale Terminal 30 Block 1), semoventi su autotelai Iveco Defence Vehicles M320 / Iveco-Astra ACTL HD8 SM 88.45 8x8, per un totale di 8 x 24 celle di lancio con complessivi 192 missili pronti al lancio, divisi in 5 Batterie operative, ed una destinata all'addestramento, dislocata presso la Batteria Addestrativa. Tuttavia questo schieramento iniziale si è modificato nel corso del tempo, infatti almeno una o forse due batterie sono state consegnata all'Ucraina, nell'ambito di due cessioni svolte congiuntamente alla Francia, nel corso di ciascuna delle quali ognuna delle due nazioni aveva ceduto la metà di una batteria, o forse una batteria completa. La segretezza imposta su tali cessioni dal governo italiano, non ha quindi consentito di determinare se effettivamente siano state consegnate all'ucraina una o due unità complete.[8][8][9]
  - Forze Armate Italiane (FF.AA.)
    - Esercito Italiano (EI)
      - Capo di Stato Maggiore dell'Esercito Italiano (CSM-EI)
        - Comando delle Forze Operative Terrestri di Supporto (ComFOTer Supporto)
          - Comando Artiglieria Controaerei (C.do AC)
            - 4º Reggimento Artiglieria Controaerei "Peschiera" c/o Caserma "San Martino" (Mantova - MN - Lombardia)
              - Gruppo Artiglieria Controaerei "Peschiera"
                - 3 o 4 Batterie Artiglieria Controaerei

            - Gruppo Addestrativo Artiglieria Controaerei: c/o Caserma "Santa Barbara" (Sabaudia - LT - Lazio)
              - Batteria Addestrativa
- 1 Batteria (con 4 lanciatori) è stata dislocata, da febbraio 2021 fino alla fine di giugno 2024, c/o l'Italian National Contingent Command Air (IT NCC AIR) c/o "Ali Al Salem" Air Base (al-Jahrāʾ - al-Jahrāʾ - Kuwait), nell'ambito dell'"Operation Inherent Resolve (OIR)" / "Prima Parthica", contributo nazionale alla Coalizione Globale di contrasto alla minaccia terroristica del Dāʿish operante in Iraq e Siria. Tale assetto ha costituito il Task Group "Scutum" (dal latino scudo), integrato nella difesa aerea del Kuwait.[10] In precedenza aveva operato in Turchia il Task Group “Sagitta” (dal latino freccia) costituito da una batteria che aveva operato nel quadro della missione "Active Fence", anch'essa volta alla difesa contro possibili minacce del Dāʿish. Tale rischieramento era iniziato nel maggio 2016 in una configurazione iniziale, modificata a partire dal 1º Gennaio 2018 e si era concluso fra il 15 Novembre 2019 ed il dicembre successivo.[11][12][13]
- 1 Batteria (con 4 lanciatori e circa 320 soldati che si sono alternati in due scaglioni semestrali di 160 soldati) è stata dislocata, dal 14 marzo 2023 ad oggi, c/o la Malacky-Kuchyňa Air Base / Letecká Základňa Malacky-Kuchyňa (Malacky/Kuchyňa - Malacky - Bratislavský - Slovacchia), nell'ambito del rafforzamento del fianco orientale della NATO nella crisi dell'invasione russa dell'Ucraina del 2022, poiché la Slovacchia ha trasferito i suoi sistemi missilistici antiaerei S-300 ed i caccia MiG-29AS all'Ucraina. Tale rischieramento era divenuto operativo nel seguente mese di aprile, era avvenuto in sostituzione di una batteria di missili Patriot americana, schierata per un anno in Slovacchia ed a sua volta aveva una durata prevista di un anno e quindi ha avuto termine nel marzo 2024.[14][15][16]

I tiri di prova effettuati nel sud-ovest della Francia e nel Poligono Sperimentale e di Addestramento Interforze di Salto di Quirra (NU/SU), in Sardegna, hanno dato dei buoni risultati, in base ai quali l'Esercito Italiano ha acquistato 6 batterie ciascuna delle quali - a differenza di quelle francesi - è dotata di 4 lanciatori detti Modulo di Lancio Terrestre (MLT), che sono installati su 4 camion Iveco Defence Vehicles M320 / Iveco-Astra ACTL HD8 SM 88.45 8x8. Tali veicoli grazie alla soluzione meccanica che prevede otto ruote, tutte motrici e le prime quattro sterzanti, esercitano una bassa pressione sul terreno, anche quando sono a pieno carico e questo gli consente di operare anche su terreni non particolarmente compatti, rendendo agevole il movimento fuoristrada, ma anche la possibilità di movimento sulle lunghe distanze (di tipo strategico), per via stradale come qualsiasi autocarro.
Nella configurazione adottata dall'Esercito Italiano, ogni Batteria missili contraerei SAMP/T operativa - che costituisce l'unità di tiro minore - è completamente mobile e dispiegabile anche a lunga distanza e su terreni vari, in quanto completamente caricata e trasportata sui telai dei citati camion fuoristrada Iveco-Astra 8x8, presenti in numero di 15 unità ed è composta da tre sezioni:
- Sezione Controllo Fuoco che comprende 4 veicoli:
  - Nr. 1 Modulo Radar e Identificazione (MRI) dotato di un radar multifunzionale 3D in banda X Thales Arabel, si tratta di un radar tridimensionale di tipo a scansione elettronica passiva PESA con una potenza di picco di 150 kW, avente una portata di scoperta di circa 60 km, ma che in cooperazione con radar esterni, e concentrando il fascio, può seguire tracce anche a 120 km e ingaggiarle fino a una distanza di 80 km. Il radar è anche dotato di un sistema IFF (Identification Friend or Foe) Mod. 4 e 5. L'MRI si connette al ME mediante 2 cavi a fibra ottica, al fine di evitare qualsiasi tipo di interferenza elettronica. Tale apparato sarà sostituito da un nuovo radar tridimensionale di tipo a scansione elettronica attiva AESA della Leonardo, tipo Kronos Grand Mobile High Power[18] che costituirà il principale elemento della nuova versione del sistema, denominata SAMP/T NG,[19][20][21][22] ovvero New Generation, la cui produzione è cominciata nel febbraio 2024.[23]
  - Nr. 1 Modulo d'Ingaggio (ME) dal francese Module d'Engagement che svolge la funzione di comando controllo e computer, ed è dotato di 1 computer MAGIC5 (Modular Architecture for Graphics and Image) e 2 consolle MARA (Modular Architecture for Real-time Applications) identiche fra loro, una impiegata per la sorveglianza e l'identificazione delle tracce, mentre l'altra dedicata al controllo della sequenza di tiro (in caso di avaria di una consolle l'altra può svolgere le funzioni di entrambe). Il ME è collegato ai lanciatori MLT, mediante un link radio VHF che consente di posizionare gli MLT fino a 10 km di distanza, o con un cavo a fibra ottica, per evitare il possibile jamming elettronico, ma in questo caso le distanze di posizionamento fra ME e MLT sono molto più ridotte.
  - Nr. 1 Modulo Comando (MC) che gestisce tutto il flusso d'informazioni fra la batteria missili e gli altri elementi della difesa aerea, quali radar di altri sistemi missilistici o di scoperta oppure aerei AWACS o radar navali. Inoltre provvede anche a controllare lo schieramento degli apparati e dei lanciatori sul territorio, pianificare i rischieramenti dei mezzi e le relative attività di ricognizione del terreno ed a curarne sia il supporto tecnico/manutentivo che logistico, per il sostentamento ed il funzionamento della batteria ed anche la difesa vicina di tipo terrestre e contraereo di tipo SHORAD[24] (ovvero Short range air defense, mediante missili a spalla di tipo Stinger).
  - Nr. 1 Modulo di Generazione Elettrica (MGE) che alimenta sia l'MRI che l'ME ed il MC.
- Sezione Lancio che comprende 6 veicoli:
  - Nr. 4 Moduli di Lancio Terrestre (MLT) ognuno in grado di trasportare e lanciare 8 missili MBDA Aster 30 B1 (Aérospatiale Terminal 30 Block 1) e di svolgere la funzione di Trasportatore Elevatore Lanciatore (TEL).
  - Nr. 2 Modulo di Ricarica Terrestre (MRT) per rifornire e ricaricare di missili i lanciatori MLT, ciascuno di essi può trasportare 8 missili che vengono ricaricati grazie ad una gru posta dietro la cabina.
- Sezione DSU (Direct Support Unit) ovvero Unità per il Supporto Diretto che comprende 5 veicoli dotati di shelter:
  - Nr. 1 Shelter manutenzione elettronica (SAE) ovvero Shelter Atelier Electronique, per le manutenzioni e le riparazioni di tipo elettronico.
  - Nr. 1 Shelter manutenzione meccanica (SAM) ovvero Shelter Atelier Mécanique, per le manutenzioni e le riparazioni di tipo meccanico.
  - Nr. 2 Shelter Ricambi (SR), uno con le parti di ricambio elettroniche l’altro con i pezzi di ricambi meccanici.
  - Nr. 1 Riparazione dei veicoli (ROV).

Quelli indicati più sopra, sono i veicoli dedicati al sistema, ai quali vanno aggiunti quelli relativi a tutte le altre funzioni, quali trasporto del carburante per i generatori, dei viveri ed altro, nonché veicoli leggeri per la ricognizione del terreno e dei percorsi di rischieramento.
Il SAMP/T, in Italia, ha sostituito le batterie contraeree basate sul sistema HAWK che erano assegnate al 4º Reggimento artiglieria controaerei "Peschiera" di Mantova ed al 5º Reggimento artiglieria controaerei di Mestre. L'Esercito Italiano sta considerando di aggiungere al sistema SAMP/T capacità anti-missile balistico visto anche il piano di rafforzamento della componente antiaerea e la difesa anti-missilistica dell'Esercito Italiano, o più in generale anche per quanto riguarda la Marina Militare e l'Aeronautica Militare, che a loro volta si apprestano a mettere in linea le nuove versioni antimissile dell'Aster. Il tutto sulla base delle dure lezioni apprese nel corso della guerra in Ucraina, che ha dimostrato la vitale importanza di efficaci difese contro gli attacchi aerei e missilistici.
- Singapore: 3 sistemi x 4 lanciatori a lancio verticale con 8 moduli di lancio x 8 missili supersonici MBDA Aster 30 B1 (Aérospatiale Terminal 30 Block 1), semoventi su autotelai Rheinmetall MAN Military Vehicles (RMMV) TG-Series 8x8, per un totale di 12 lanciatori con complessivi 96 missili pronti al lancio, divisi in 1 Squadrone.
  - Singapore Armed Forces (SAF) / Angkatan Bersenjata Singapura
    - Republic of Singapore Air Force (RSAF) / Angkatan Udara Republik Singapura
      - Air Defence & Operations Command (ADOC) ("Vigilant & Ready")
        - Headquarter of Air Defence & Operations Command (HQ ADOC)
          - National Air Defence Group (ADG) ("Ever Vigilant")
            - 163 Squadron ("Above The Best") (163 SQN) c/o Lim Chu Kang Camp II (Lim Chu Kang - North West - North)

L'MBDA Aster 30 B1 (Aérospatiale Terminal 30 Block 1) è stato ordinato da Singapore nel 2013, per un sistema di difesa terra-aria che include il radar americano AN/FPS-117 e il radar svedese Giraffe AMB, e in sostituzione dei missili MIM-23 Hawk in servizio dal Anni 80. I primi SAMP/T sono stati consegnati nel 2018. Per questo mercato sono montati su telaio per autocarri Rheinmetall MAN Military Vehicles (RMMV) TG-Series 8x8. Il Ministero della Difesa di Singapore non ha fornito ulteriori dettagli su questa acquisizione. In marzo 2018, il Ministero della Difesa di Singapore ha annunciato il dispiegamento operativo del suo SAMP/T come parte delle reti di difesa antiaerea/antimissilistica. Il SAMP/T è integrato con il sistema Island Air Defense (IAD) che copre l'intera Singapore e collega insieme tutte le armi e i sensori di difesa aerea, inclusi caccia, sistemi terra-aria e radar · . Il SAMP/T viene presentato per la prima volta al pubblico, il 9 agosto 2019, durante la festa nazionale del Paese.
- Ucraina: 1 sistema x 4 lanciatori a lancio verticale con 8 moduli di lancio x 8 missili supersonici MBDA Aster 30 B1 (Aérospatiale Terminal 30 Block 1), semoventi su autotelai Rheinmetall MAN Military Vehicles (RMMV) TG-Series 8x8, per un totale di ?? lanciatori con complessivi ?? missili pronti al lancio
  - Forze Armate dell'Ucraina / Zborojni Syly Ukraïny

20 militari ucraini sono stati addestrati presso la Batteria Addestrativa italiana di Sabaudia all'utilizzo del sistema d'arma FSAF SAMP/T, nell'ambito degli aiuti militari che la NATO sta fornendo all'Ucraina per contrastare l'invasione russa dell'Ucraina del 2022.
Nell'aprile 2023, l'Italia ha consegnato alcuni radar all'Ucraina e la Francia alcuni lanciatori.